# Лікарські рослини: енциклопедичний довідник
Ліка́рські росли́ни: енциклопеди́чний довідни́к — україномовне довідкове видання, розраховане на лікарів і широке коло всіх, хто цікавиться лікарськими рослинами.
Довідни́к містить 1297 статей і 754 ілюстрації. У книзі стисло описано лікарські рослини, розглянуто їхні морфологічні та ботанічні відомості, способи заготівель, зберігання і використання, подано їхній хімічний склад. Наведено поширені рецепти приготування ліків із застосуванням цілющих рослин.
Метою довідника вказано полегшити взаємне зосередження медиків і ботаніків на питаннях дальшого вивчення і використання лікарських рослин, підкреслити й узагальнити відомий досвід практичної і народної медицини, зіставивши там, де це можливо, з науково обґрунтованими методами використання лікарських рослин.
Видавався у 1990 та 1992 роках.

## Авторські колектив
- За редакцією академіка АН УРСР А. М. Гродзінського
- А. П. Лебеда, кандидат сільськогосподарських наук (керівник авторського колективу, упорядник)
- Н. І. Джуренко, кандидат біологічних наук
- О. П. Ісайкіна, кандидат біологічних наук
- В. В. Кривенко, кандидат медичних наук
- Н. М. Макарчук, кандидат медичних наук
- В. Д. Осетров, кандидат біологічних наук
- В. Г. Собко, кандидат біологічних наук
- О. Є. Талдикін, кандидат біологічних наук
- І. І. Фалтус, кандидат біологічних наук

## Зміст
- Передмова … 6
- Як користуватися енциклопедичним довідником «Лікарські рослини» … 7
- Біологічно активні речовини лікарських рослин … 8
- Лікарські рослини і застосування їх … 23
- Словник біологічних і фармацевтичних термінів … 497
- Покажчик основних хвороб, симптомів і синдромів, при лікуванні яких використовуються лікарські рослини … 511
- Алфавітний покажчик українських наукових і народних назв лікарських рослин … 519
- Алфавітний покажчик російських наукових назв лікарських рослин … 526
- Алфавітний покажчик латинських назв лікарських рослин і їхніх синонімів … 530
- Література … 535
- Список використаної літератури іноземними мовами … 537
- Тимчасові правила організації раціонального використання, охорони і відновлювання дикорослих лікарських рослин на території Української РСР … 539

## Відзнаки
1992 року, за працю «Лікарські рослини: енциклопедичний довідник» авторський колектив був відзначений Державною премією України в галузі науки і техніки.

## Бібліографічний опис
- Лі́карські росли́ни: Енциклопеди́чний довідни́к / Відп. ред. А. М. Гродзінський. — К.: Голов. ред. УРЕ, 1990. — 544 с.: іл. — тираж 200000 прим. ISBN 5-88500-006-9
- Лікарські рослини: енциклопедичний довідник / відповідальний редактор. А. М. Гродзінський. — Київ : Видавництво «Українська енциклопедія» імені М. П. Бажана, Український виробничо-комерційний центр «Олімп», 1992. — 544 сторінки. — ISBN 5-88500-055-7. Ел.джерело